# Georg Schneider (Politiker, 1909)
Georg Schneider (* 25. März 1909 in Saarbrücken; † 10. Juni 1970 in Jena) war ein deutscher Biologe und Hochschullehrer in Jena.

## Leben
Schneider entstammte einer Arbeiterfamilie; sein Vater war Zuschneider. Nach dem Besuch der Volksschule und einer Aufbauschule in Gotha studierte er an der Jenaer Universität Biologie und Pädagogik. Er engagierte sich auch im Arbeitersport. 1929 trat er in den Kommunistischen Jugendverband Deutschlands (KJVD) ein und 1930 in die Kommunistische Partei Deutschlands (KPD). 1931 ging er in die Sowjetunion und arbeitete dort als Lehrer und ab 1936 als wissenschaftlicher Mitarbeiter des aus Deutschland emigrierten Entwicklungsbiologen Julius Schaxel an der Akademie der Wissenschaften der UdSSR. Ab 1943 unterrichtete er deutsche Kriegsgefangene an einer Antifaschule.
Nach der Beseitigung der NS-Herrschaft kehrte er als Mitglied der „Gruppe Ackermann“ nach Deutschland zurück und wurde in Sachsen politisch tätig. Als in Thüringen die SMAD die Befehlsgewalt von den Amerikanern übernommen hatte, wurde er von Walter Ulbricht als Thüringer KPD-Bezirksleiter eingesetzt. Seine Tätigkeit bewirkte u. a. die Entfernung des Sozialdemokraten Hermann Brill von der Regierungsspitze. Aufgrund seiner organisatorischen Inkompetenz und seines doktrinären Auftretens wurde er im Herbst 1945 in den Jenaer Universitätsbetrieb „gelenkt“. Hier wurde er 1947 Leiter des Ernst-Haeckel-Hauses. Außerdem engagierte er sich für die Wiedergründung und Neuherausgabe der Zeitschrift „Urania“. Anfang 1949 betrieb er die Entlassung des Reformpädagogen Peter Petersen. Schneider hatte sich bereits in der Sowjetunion zum Verfechter der Theorien von Mitschurin und Lyssenko entwickelt. Das brachte ihm 1951 eine Hochschulprofessur ein. 1959 verlor er diese Stelle und wurde Kulturattaché an der Botschaft der DDR in Moskau, aus dem er 1962 zurückkehrte.
Zwischen 1950 und 1954 saß Schneider für die SED in der Volkskammer der DDR, danach bis 1958 im Bezirkstag Gera.
Schneider starb 1970 durch einen Autounfall.

## Publikationen
- Die Evolutionstheorie, das Grundproblem der modernen Biologie, Deutscher Bauernverlag, Berlin 1950